# Yeni Şafak
Yeni Şafak ("Nuova alba") è un quotidiano turco islamista e conservatore. Il giornale è noto per il suo sostegno intransigente al presidente Recep Tayyip Erdoğan e al partito AK e ha un rapporto molto stretto con il governo turco. Insieme ad altre organizzazioni dei media in Turchia, è stato accusato di utilizzare l'incitamento all'odio per prendere di mira minoranze e gruppi di opposizione.

## Storia
L'editore fondatore di Yeni Şafak era Mehmet Ocaktan. All'inizio, Yeni Şafak era noto per ospitare editorialisti sia liberali che islamisti. Yeni Şafak è stata acquisita nel 1997 da Albayrak Holding, azienda che aveva stretti legami con l'allora sindaco di Istanbul, Recep Erdoğan. Dopo che İbrahim Karagül divenne caporedattore di Yeni Şafak, il giornale è diventato un sostenitore intransigente dell'allora primo ministro Erdoğan. Sono stati impiegati più editorialisti islamisti, mentre liberali come Kürşat Bumin sono stati licenziati dal giornale a causa delle loro opinioni critiche su Erdoğan e sul partito AK.